# Kenyas Davis Cup-lag
Kenyas Davis Cup-lag styrs av Kenyas lawntennisförbund och representerar Kenya i tennisturneringen Davis Cup, tidigare International Lawn Tennis Challenge. Kenya debuterade i sammanhanget 1975, och gick till semifinal i Europa-Afrikagruppen 1992, och var en mach från att kvala till elitdivisionen.